# Фиоре, Мауро
Ма́уро Фио́ре (итал. Mauro Fiore; род. 15 ноября 1964, Марци, Италия) — американский кинооператор итальянского происхождения, обладатель премии «Оскар» 2010 года за работу над фильмом «Аватар» Джеймса Камерона. Он стал первым кинооператором, получившим «Оскара» за фильм в формате 3D.

## Биография
Мауро Фиоре родился 15 ноября 1964 года в коммуне Марци расположенной в итальянском регионе Калабрия. В 1971 году его семья переезжает в США.
В 1987 году он окончил в Колумбийский колледж в Чикаго. После этого он сделал ряд поездок в Европу. По инициативе его друга и однокурсника Януша Камински они отправляются в Голливуд. Вместе они создали ряд фильмов. Во второй половине 1990-х годов он сотрудничает с такими режиссёрами, как Ренни Харлин, Майкл Бэй и Антуан Фукуа.
Наиболее сложная операторская работа была проделана над фильмом «Аватар» Джеймса Камерона. Съёмки велись с октября 2007 года по февраль 2008 года на студии в Веллингтоне, Новая Зеландия. Особые технические сложности были связаны с использованием новой системы, основанной на анализе изображений захвата мимики. Для этого на голове актёра устанавливался специальный шлем с миниатюрной камерой. Она записывала выражения лиц, движения мускулов и даже глаз с необычайной точностью. Кроме того, впервые была использована виртуальная камера, позволившая увидеть компьютерные образы настоящих актёров в процессе съёмок. В совокупности с применением формата 3D и другими достижениями операторская работа Мауро Фиоре была признана американской киноакадемией лучшей за 2009 год.

## Фильмография
- 1986 — Automaton
- 1993 — Drag
- 1994 — «Владычество» / Dominion
- 1995 — «Бойцы» / Soldier Boyz
- 1995 — «На грани взрыва» / Breaking Up
- 1995 — «Неожиданный ад» / An Occasional Hell
- 1997 — Love from Ground Zero
- 1998 — «Папаша с афиши» / Billboard Dad
- 1999 — «Шоссе» / Highway
- 2000 — «Заблудшие души» / Lost Souls
- 2000 — «Убрать Картера» / Get Carter
- 2000 — «Центр мира» / The Center of the World
- 2001 — «Гонщик» / Driven
- 2001 — «Тренировочный день» / Training Day
- 2002 — «Маятник» / Ticker
- 2003 — «Слёзы солнца» / Tears of the Sun
- 2005 — «Остров» / The Island
- 2005 — «Звонок» / The Call
- 2006 — «Козырные тузы» / Smokin' Aces
- 2007 — «Королевство» / The Kingdom
- 2009 — «Аватар» / Avatar
- 2010 — «Команда-А» / The A-Team
- 2011 — «Живая сталь» / Real Steel
- 2013 — «Va-банк» / Runner, Runner
- 2014 — «Великий уравнитель» / The Equalizer
- 2015 — «Левша» / Southpaw
- 2016 — «Великолепная семёрка» / The Magnificent Seven
- 2019 — «Люди Икс: Тёмный Феникс» / X-Men: Dark Phoenix
- 2021 — «Бесконечность» / Infinite
- 2021 — «Человек-паук: Нет пути домой» / Spider-Man: No Way Home